# ポスタル (ゲーム)
ポスタル（英題：Postal）は、アメリカの「Running With Scissors（ランニング・ウィズ・シザース、RWS）」により制作されたアクションシューティングゲーム、または主人公の名前（ポスタル・デュード）である。日本における販売はツクダシナジーやコンピュータ・ウェーブ（発売はマイクロマウス株式会社）などが行っていたが、倒産した為現在は株式会社ドライブが行っている。

## 概要
無差別に他人を殺害して回るなどの残虐性の高さから残酷ゲームと評され、アメリカやニュージーランドで発売禁止になったことで注目を集めた。シリーズ化がされており、2020年現在では4作品がそれらと関連するパワーアップキットと合わせて発売されている。

### “Going postal”
ゲーム名の「ポスタル（郵便局）」は、発狂して殺人事件を起こす・またはブチ切れるという意味であるアメリカ英語のスラング「Going postal」（あるいは「Go postal」）に使われている。これは1986年8月20日に米国オクラホマ州エドモンドの郵便局員パトリック・ヘンリー・シェリルが職場で起こした銃乱射事件に由来する。
しかし、本ゲームは米郵政公社と直接の関係はない。2000年に米郵政公社側はこの不名誉なスラング及びゲーム名によるイメージダウンを避けるため、「郵政公社の仕事と無差別殺人に因果関係は認められない」とするレポートを提出。発売元に対して同タイトルの使用中止を求める訴えを起こしたが、米国特許商標庁商標審判部は2003年に訴えを棄却した。

## ポスタル
1997年にClassic Mac OS、Windows両対応（ダブルプラットフォーム版）として発売。ただ街中で人々を殺していくアクション・シューティングゲームである。クォータービューで箱庭的な町が再現されており、その中で主人公を操作し、武器を使って所定数の犠牲者を出すことでクリアとなる。
主人公は銃を持ち、街に生活する市民を、無差別に・また無慈悲に殺害して行くという内容で、武器には連射の利くサブマシンガンや爆発するロケット砲、広範囲にダメージを与え、相手を火達磨にして被害を拡大させる火炎瓶などが用意されている。また、「自殺」コマンドが用意されており、これを入力すると主人公は銃を口にくわえて発砲、自殺する。
ステージには警官隊に包囲された民家の他、夜の住宅街・パレードが行われている市街地・賑やかな商店街など、到底人が銃を乱射して欲しくは無いような場所である。警官や無頼漢は銃で武装しているため攻撃してくるが、その一方で市民の大半は非武装である。各ステージをクリアするためには非武装市民の殺戮は必要ではない。ステージ内の警官を全員殺害すればクリアできる。
行進しているマーチングバンドを虐殺するシーンは有名で、日本ではテレビブロスなどで取り上げられた。
なお登場キャラクターらであるが、銃撃を受けると負傷し、ケガを庇いながら逃げる、命乞いをする、他に助けを求める、何とか逃げようと這ってでも移動しようとするなどの行動を取る。しかしゲームには「止めを刺す」というコマンドが存在し、それらを射殺することが出来るようになっている。登場キャラクターらは声優によって充てられた悲痛なセリフをしゃべったり、嫌な金属音などが鳴るため、人によっては聞くだけで不快感を催す可能性がある。
2016年12月28日にポスタルがオープンソース化されることがRWSから発表され、ソースコードがBitbucketにて公開されている。
Android向けにも配信されているが、日本でのプレイは不可。

### パワーアップキット
のちに、下記のパワーアップキットが発売された。なお、パワーアップキットはClassic Mac OS版には対応していない。
- Postal Special Delivery
悲鳴や叫び声などの音声、「貧民窟」「被災地」「リゾート地」「スーパーマーケット」の4ステージが追加される。
- Postal Power Up Kit
マイクロマウスより日本でのみ発売される。音声が日本語化され、「秋葉原」「道頓堀」の2ステージが追加される。

他に本体とこれらパワーアップキットを1本に収録した「ポスタル プレミアムパック」がマイクロマウスより日本でのみ発売された。

### Steam版
オリジナル版にスペシャルデリバリー（ステージ追加）や操作の変更などをしたバージョンが発売されている。
また、2017年11月14日には、シリーズ20周年を記念した操作性の改善や機能の追加、日本限定だったパワーアップキットの内容を追加するなどの大型アップデートが行われた。

### Postal Redux
本作を全面リメイクした作品。2016年に発売された。
Unreal Engine4が使用されている。
遊園地ステージの追加や、日本限定であった東京、大阪ステージまでもがリメイクされている。

### 関連事象
同ゲームに感化されたと見られる事件も発生している。コロンバイン高校銃乱射事件では、犯人少年（事件直後に自殺）らが同ゲームに耽溺していたとする話がある一方、ゲーム内容に酷似した行動を取っている点が取り沙汰されている（詳細は残酷ゲーム#関連する事象を参照）。
同事件以降、このゲームの発売が禁止された。

### 日本での発売
アメリカで発売されてからまもなく、日本でもマイクロマウスより輸入版が日本語解説書付で発売された。発売当初、購入に関する年齢制限を設けていなかったが、暴力的なテレビゲームが国内においても問題視されるようになりはじめたことから、18歳未満購入禁止に変更された。なお、販売・発売元はコンピュータソフトウェア倫理機構やCEROには加盟していないため、年齢制限はあくまでも自主規制として販売をしている。後に発売元であるマイクロマウスが消滅。その後日本国内での販売がドライブに移り、2005年7月から8月頃より再発売された。
過激なゲーム内容がゲーム単行本「超クソゲー」にて紹介された。その後、日本でのみ販売のパワーアップキットも発売された。
また2007年9月5日、大阪府の条例によりパソコンゲームとして初めて有害図書として指定された。『ポスタル2コンプリートパック』および『ポスタル2 ロシアより愛をこめて』（共に日本国内発売元はドライブ）の2製品が有害図書指定をうけている。前述のとおり米国やニュージーランドで規制がされているが、2010年現在の時点で日本国内では、対象年齢18歳以上の指定があるものの一般に販売されている。

## ポスタル2
2003年発売。前作とは違い、Unrealの3Dエンジンを採用したことにより、主観視点であるFPSタイプのゲームとなっている。日本では、マイクロマウスより他国に先駆けて発売された。
月曜日～金曜日の毎日、妻から頼まれた「お使い」をこなしていくゲーム。お使い自体は、妻から頼まれた物を買ってきたりなど単純。ただし、おつかいの間は何をしても構わないが、日常的な「ムカツク事件」が起こるようになっており、それらの事件のどさくさにまぎれて事態を悪化させるか、ひたすら我慢してお使いをこなすかの選択を迫られる。もっとも、「ムカツク事件」は主にお使い中に武装市民の抗争に巻き込まれるというもので、戦わない場合の難易度は跳ね上がる。
主人公はポスタル･デュードという、近所のスーパーマーケットにお使いに行くにも常に銃を持ち歩くような「イカれた人物」となっている。また、警察施設内にアンソニー・ホプキンス演ずるレクター博士の独房がなぜか存在する。
ゲーム内の世界には、思想・信条・宗教・職業等で結託したいくつかの団体や組織が存在しており、ストーリーの進行上主人公はそれらの団体や組織と敵対関係となる。一度敵対関係になると、道を歩いている時に出会っただけでも、その団体・組織の構成員から攻撃を受けるようになる。このゲームの制作会社RWSの組織も存在し、これは攻撃しなければ味方として主人公を援護してくれる。
特徴的な行動として、ゲーム中ほぼいつでもズボンのチャックを開いて小便ができる。 小便をすることがゲームの進行上必要になる場所もある。 ゲームをクリア後に追加されるおまけのモードでは小便が強化され、人にかけると着火するようになる。
Hip Hop / Rap グループのブラック・アイド・ピーズのアルバム「Elephunk」収録の”Where is the Love"のミュージックビデオにこのゲームが登場した。

### アクション
ポスタル2の主人公は、まさにやりたい放題の様々な非人道的な行動が可能となっている。非人道的なことをせずにプレイすることもできるが、ストーリー上敵対組織が多く発生するため、常に人道的でいるのは難しい。
- ハンドガン・自動小銃・ショットガン・スナイパーライフルなどの銃器や重火器類が用意されており、それぞれの銃器の特性を生かした多様な攻撃ができる。
- ナパームやガソリン、火炎瓶などを入手すれば、ターゲットを焼くことができる。ガソリンは広範囲に撒くことができ、マッチで火をつけることによって辺り一帯を一気に燃え上がらせることができる。車・人・犬・象・猫・死体等を燃やすこともできる。ただし、油断すると自分も巻き込まれることもある。
- スコップや警棒で殴りつけたり、足でキックするといった直接攻撃も可能である。なお、死体をキックで蹴り飛ばすことや、スコップで突くこともできる。
- ハサミを手裏剣のように投げつけたり、強力なスタンガンで感電させることができる。ハサミの場合は攻撃する時に音を立てない為、まわりに気付かれない利点がある。またスタンガンは、電気を流し続ける時間によりターゲットのリアクションに変化があり、大抵の場合最後には失禁する。
- 小便をすることができる。色々なものに小便をかけることができ、それが生物であった場合は、様々なリアクションが見られる。また、ズボンのチャックを下ろすことと放尿が別のコマンドであり、チャックを下ろしたまま移動も可能。その状態では別の反応が見られる。

ゲームの舞台となる街の住人達も非常にリアルなアクションを見せる。
- 主人公、敵対組織から攻撃を受けると、悲鳴を上げながら逃げ出したり、膝をついて命乞いをしたりする。
- 死体を見たり、小便をかけられたりすると嘔吐する。
- 銃器類で武装した住人もおり、中には主人公に反撃してくる者もいる。
- 路上に倒れた人間の死体（主人公が殺害した、組織との銃撃戦などによるもの）を見て嘲り笑ったり、その死体を蹴飛ばす異常性格者の住人もいる。
- ぶつかっただけで主人公に向けて銃を発砲してくる者もいる。
- 一度でも組織や団体に目を付けられマークされてしまうと、主人公は常に追い回される羽目になる（暴力ゲーム反対団体・図書館反対団体・レッドネック（白人肉体労働者）・肉屋・郵便局員・狂信者の六種類）。さらに、一定以上の難易度になると一般市民が武装し、無条件でプレイヤーを襲ってくる。

### ポスタル2　パワーアップキット1
『ポスタル2　パワーアップキット1』は、2004年に発売された、「ポスタル2」のパワーアップキットである。
このパワーアップキットに日本語音声などが追加されたほか、新キャラクターとしてゲーリー・コールマンや、ポスタルベイブなどが登場している。

### ポスタル2 ウィークエンド
2004年に「ポスタル2」のパワーアップキットとして発売。前作には無かった土曜･日曜日を描き、各編に登場する人物から頼まれたおつかい（ミッション）をこなしていくゲーム。主人公はデュード。今回からは狂牛病ゾンビという新キャラクターが登場する。内容は非力な一般市民よりもゾンビや武装集団（軍隊やテロリスト）が多く登場し、これらを巧みに倒しながら進むという形式を取っており、自由度は低く一本道である。比較的難易度も高く、アクション性も求められる。新武器のマシエト（ナタ）、スレッジハンマー、サイズ（大鎌）が登場し、ポスタル2と比べてキャラクターがバラバラになるなど、より残虐なアクションが可能となっている。

### ポスタル2 A Week in Paradise（AWP）
『ポスタル2 A Week in Paradise』は、2005年12月に、海外のポスタルユーザーのKamekがApocalypse Weekend7（AW7）を改良・公開したMODである。内容はポスタル2とウィークエンドを繋ぎ合わせ、月曜日から日曜日までの一週間を描いたものである。後述のED同様、海外サイトで無料ダウンロード可能だが、ポスタル・ファッジパックにも収録されている。刃物や銃の種類が増え、多種多様な武器が使用可能となった。登場する市民が眼鏡を着用していたり、帽子を被っていたりと変化があり、また一部の武器でドアが破壊できる。人や動物を攻撃した際に目玉や歯、臓器などと飛び散る物がより細かくなっているなど、残虐度もさらにパワーアップしている。そのため非常に動作が遅く、推奨環境下でも落ちることが多い。EDの武器も数個登場している（チートでしか入手できない）。

### Steam版（Postal 2 Complete）
Weekend、AWPなどを一つにし、さらに操作の改善や実績、小ネタの追加などがされたPostal2の完全版と言えるバージョン。
また、Steamワークショップにも対応しているため、ユーザー作成のアドオン（MOD）を簡単に導入することができる。

### ポスタル2 ロシアより愛をこめて
2006年10月にパワーアップキットではなく、単品として発売される。（開発は後にPostal IIIの開発に携わることになるAkella）舞台はロシアで、主人公のデュードは自分の陰茎を奪った連中への復讐の傍ら、月曜日～木曜日のおつかい（ミッション）をこなしていくゲーム。タイトルは『007 ロシアより愛をこめて』から。
新武器として、パチンコ、悪臭ソックス、フライパンが登場する。
- 難易度は本編のポスタル2よりは簡単だが、難しい謎解き要素が存在する。
- パチンコという武器は、敵にダメージを与える武器ではなく離れた相手に対し争いを誘う効果がある。

### Eternal Damnation（ED）
2006年11月に公開。Resurrection Studiosというチームが製作した無料追加MOD。ポスタル・ファッジパックに収録。三度も公開が延期された。内容はポスタル2とは異なり、主人公はジョンというキャラクターに変更された。本作にはゾンビが主に登場し、前作の狂牛病ゾンビよりもグロテスクで本格的な仕様となっている。ホラー要素が加わり、内容はとても不気味となり、バイオハザードを彷彿とさせるものとなっている。また、自由度はあまり無く、一本道である。新武器（バットやチェーンソー）が追加され、パンチ攻撃が可能になった。AWPよりわずかに動作は軽いが武器が多いため、MODをダウンロード、インストールする際、PCの性能によっては時間がかかってしまう。また、日本ではドライブより「エターナルダムネーション・アドバンスド（EDA）」というパワーアップバージョンが発売されている。こちらは、バグにより途中で進行不可能になってしまう場面が存在するため、公式サイトで配布されている修正パッチを当てる必要がある。
製作者の公式サイトではサウンドトラックが無料で公開されている。

### Postal 2: Paradise Lost
Steamにて、Postal 2のDLCとして配信されている。ストーリーはWeekendのその後という位置づけになっている。
Fallout: New Vegasの様な核で荒廃した世界で、月曜日から金曜日まで、Postal 2などに登場したキャラクター（ゲイリー・コールマンやヴィンスなど）からおつかいを頼まれる。
Postal 2にくらべ、移動の範囲が狭まっているので、自由度は劣る。

## ポスタル3
（開発名：Postal 3: Catharsis）WindowsとmacOS版がリリース予定であったが、Windows版のみ発売されている。
2010年発売予定だったが、2010年のE3で展示された時点では発売時期未定だった。しかし、2011年11月3日に発売された。（Steam版発売日は2011年12月21日）開発者のインタビューによればグラフィックエンジンはハーフライフ2と同じSource Engineが使用される。ポスタル2はFPSだったがポスタル3ではTPSの視点になった。
2005年の発表からRunning With Scissorsが開発していたが、2007年になってロシアのゲームメーカー Akellaに全面委託された。Running With Scissorsは監修のみ。
2010年E3では以前のような派手なイベントもなく、ノートPCでのデモ展示のみとなった。このプレイアブルデモは2007年に公開されたプレイ動画から特に進化は見られず、ロシアでの開発が難航しているのがうかがえる。PC、Xbox 360のプラットフォームでの発売予定も発表されていたが、2010年E3ではそのことに触れられていない。
日本語マニュアル付英語版が2012年1月27日サイバーフロントより発売、完全日本語版が2012年7月20日サイバーフロントよりから発売された。
ただし、購入したユーザーからの評価は芳しくなく、監修のRunning With Scissorsからも、「Don't Buy（買わないで）」と言われるほどである。

## Postal Babes
『Postal Babes』は、2009年2月に北米にてAndroid/J2ME用アプリケーションとして発売されたコンピュータゲームである。
HeroCraftが開発・配信した本作は、ハックアンドスラッシュの要素を持つベルトスクロールアクションゲームとなっている。
『ポスタル2　パワーアップキット』を初出とするポスタルベイブを主人公としており、ポスタル・デュードは登場しない。

## 映画
2007年8月18日公開（ドイツ）、2008年5月23日公開（米国）、日本では未公開。 残酷コメディ映画。ストーリーはPostal2が元になっているが、ストーリーは異なる。
監督、脚本、演出はザ・ハウス・オブ・ザ・デッド、アローン・イン・ザ・ダークなどコンピュータゲームの映画化を手がけたウーヴェ・ボル。
主演：ザック・ウォード（Dude役）、ヴァーン・J・トロイヤー。ゲームの主題に同じく非常に暴力的な演出になるためアメリカではR指定になる。
今でもRunning With ScissorsのオンラインショップよりDVD・Blu-rayが購入可能である。（こちらで買うとPostal2本編がついてくる。）
また、2017年9月27日にはSteamにてオンライン販売が開始された。Steamのクライアント上で視聴ができる。日本語には対応していない。

### Postal 2 The Movie
今作の続編を作るにあたって、ウーヴェ･ボルは資金を募集したが、目標額には達さず、企画倒れとなった。